# نشترود
نشترود نام یکی از روستاهای اطراف شهر کرج در استان البرز می‌باشد که دارای آب و هوای بسیار خوب و مطبوع و در جوار دره‌ایی زیبا واقع شده است. معبر فرعی منتهی به روستا در میان مردم بومی به نوشتورو تنگه معروف است، علت این نام گذاری فضای کم و باریک مابین دو کوه است که جاده مذکور در آن واقع شده است می‌باشد. براساس سرشماری سال ۱۳۹۵ جمعیت آن ۱۸۸ نفر (حدود۵۰ خانوار) بوده است. 
اکثر مردم روستا در شهر زندگی می‌کنند اما در فصلهای بهار و تابستان با توجه به اینکه روستا دارای آب و هوای خوش و کم‌نظیری می‌باشد جمعیت روستا افزونتر می‌گردد.. پیشه اصلی بیشتر مردم روستا باغداری است و محصولاتی از قبیل گیلاس، آلبالو، انواع سیب، گلابی، هلو، گردو، فندق، انواع آلو و بسیاری از میوه جات متنوع و همچنین سایر فراورده‌های این میوه‌ها منجمله شیره، لواشک و… را تولید می‌کنند.
```
نان‌های محلی بسیار خوشمزه ای نیز بنام لواش محلی - نان دستی و کال نونک در این روستا پخت می‌شود که در نوع خود بی نظیر هستند. برای پخت نان دستی از مغز گردو فراوان و برای کال نونک از سبزیجات معطر بومی همچون گزنه پخته شده با سیر تازه استفاده می‌گردد که مانند سمبوسه در داخل خمیر نان قرار می‌گیرد.
```

بعلاوه روستای نشترود دارای چشمه‌های آب سرد فراوانی است که بخشی از این آبها بعنوان آب شرب و بخش عمده ای به آبیاری باغات روستا اختصاص می‌یابد.

## روستاهای همجوار
از روستاها و آبادی‌های همجوار نشترود می‌توان به پل خواب، سیرا، ورزن، هرین، لیلستان، کلوان، اویزر، آیگان و از جنوب به کوه‌های روستای دروان اشاره کرد که بعضاً قرابت فامیلی نیز مابین اهالی این روستاها وجود دارد.

## جاذبه‌های طبیعی
آبشار نشترود واقع در کیلومتر ۳۵ جاده کرج _ چالوس و در ضلع شمال غرب روستای زیبای نشترود واقع گردیده است. این آبشار با ارتفاع ۱۱۰ متر یکی از بلندترین آبشارهای ایران می‌باشد. علاقه مندان زیادی در فصول بهار و تابستان برای مشاهده این آبشار به روستای توریستی نشترود سفر می‌کنند.
آبشار نشترود واقع در ضلع شمالغرب روستای نشترود با ارتفاعی در حدود ۱۱۰ متر، یکی از بلندترین و جذاب‌ترین آبشارهای شناخته شده در ایران به‌شمار می‌رود. علاقه مندان زیادی در فصول بهار و تابستان برای مشاهده این آبشار فوق‌العاده به روستای نشترود سفر می‌کنند.

## قله خونکار
خونکار نام محلی قله‌ای در ارتفاع ۳۸۰۰ متری از سطح دریا است که یکی از قلل مرتفع و معروف کشور برای صعود کوهنوردان است. این قله در بخش میانی سلسله جبال البرز و در جوار قله کهار قرار گرفته است. قله ناز در شرق آن و در شمال آن قلل هفتخوان، کرچان و کلاش ویا واقع شده‌اند. دسترسی به این قله زیبا از طریق روستای نشترود برای علاقه‌مندان به کوهنوردی میسر است. دامنه این قله در گذشته‌های دور محل ییلاقی ساکنین روستا برای اسکان در چادر و چرای گله گوسفندان و دام سبک در فصول گرم سال بوده است.

## نگارخانه

آبشار زیبای سمپولک

جاده ورودی به نشترود

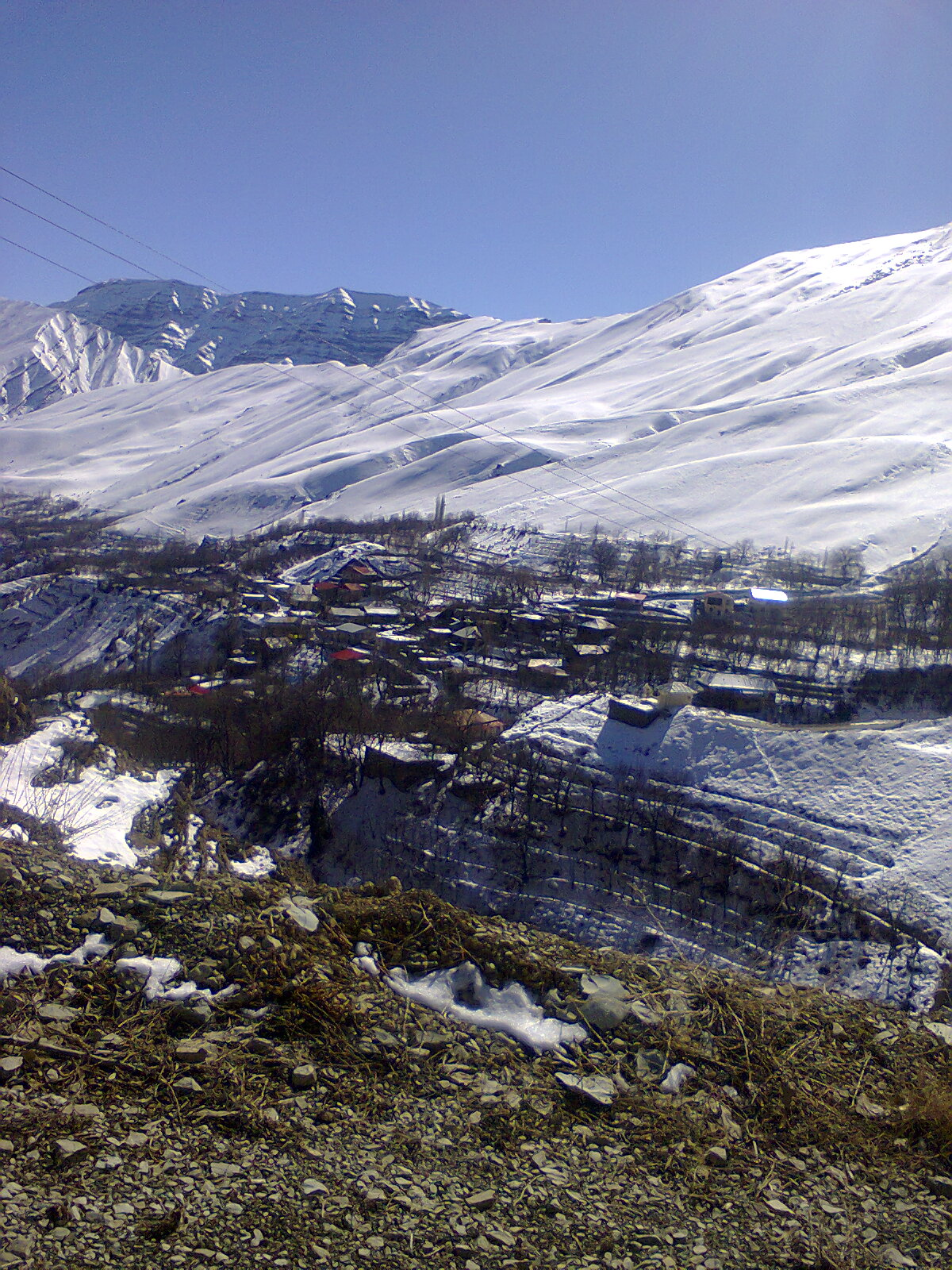
نشترود از دور

صخره دیدنی معروف به کمر هرزامرز

نشترود از ارتفاع

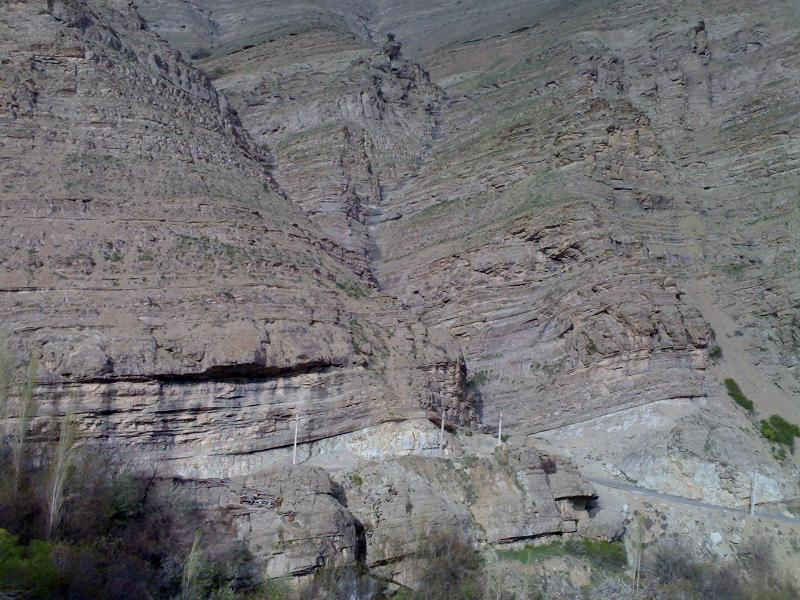
کوه صخره‌ای با شکوه دیمادر

فصل بهار و رویش شکوفه‌ها

رود پرآب نشترود

مسجد نشترود

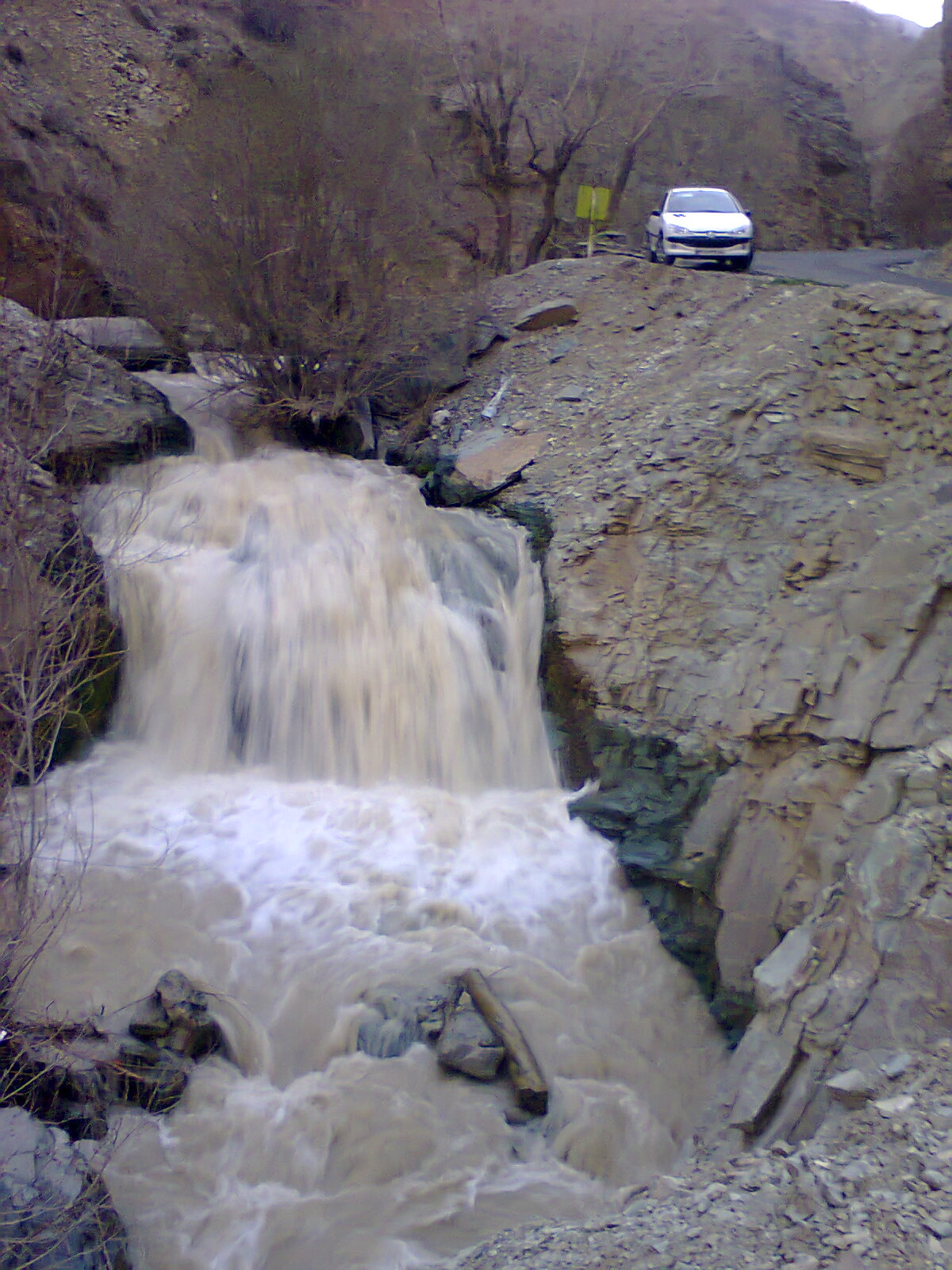
نشترود رود

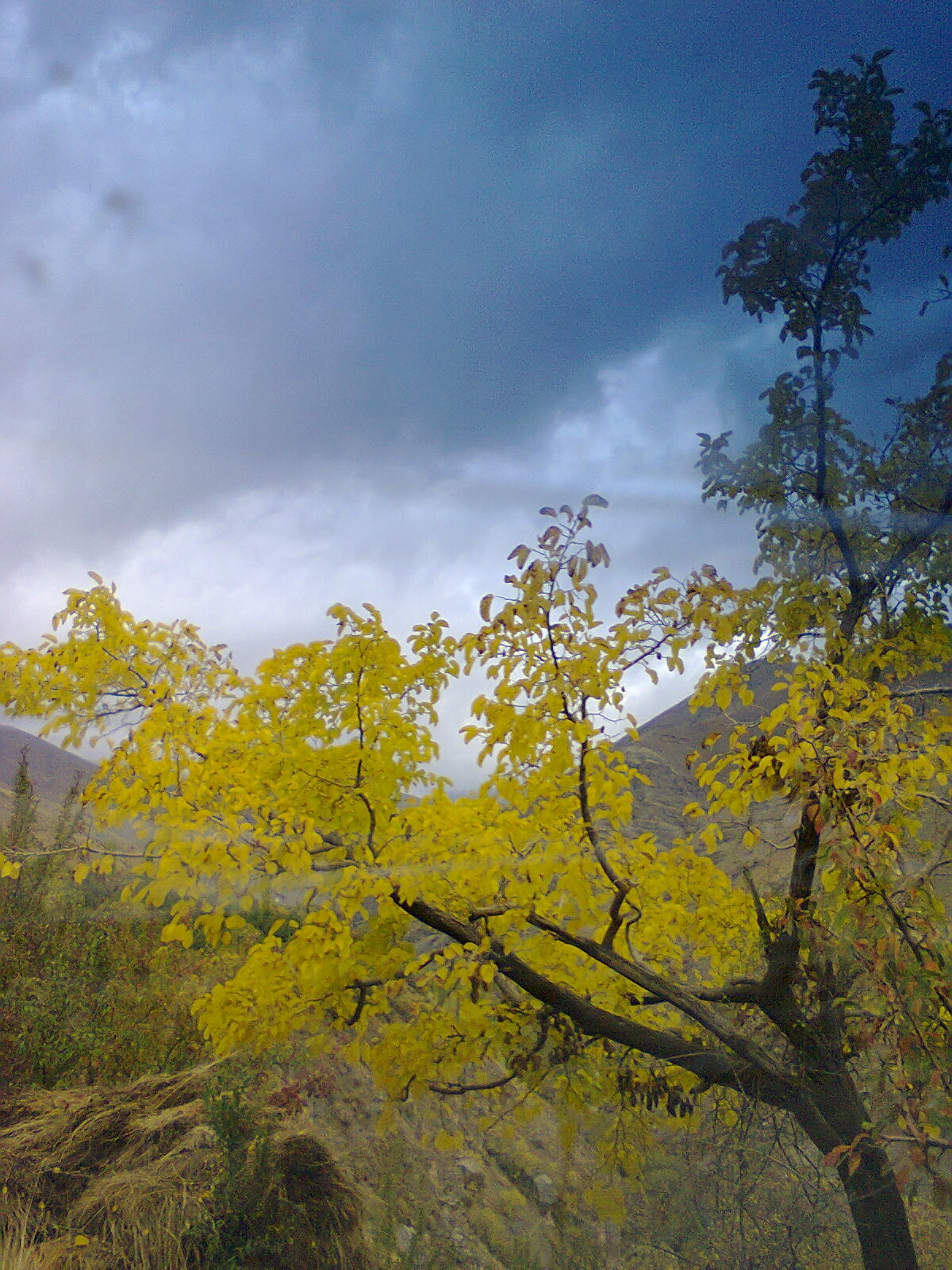
پاییز نشترود

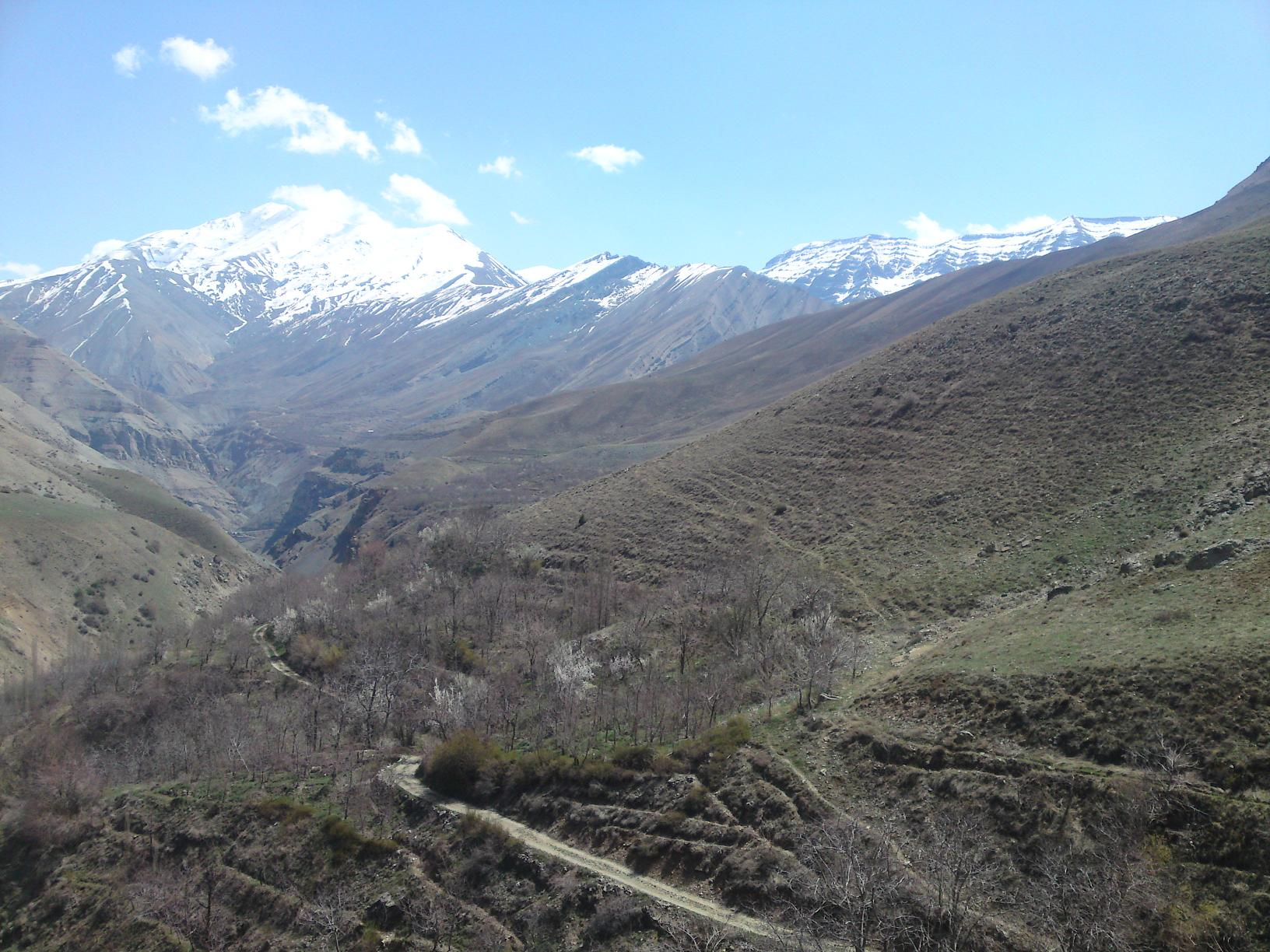
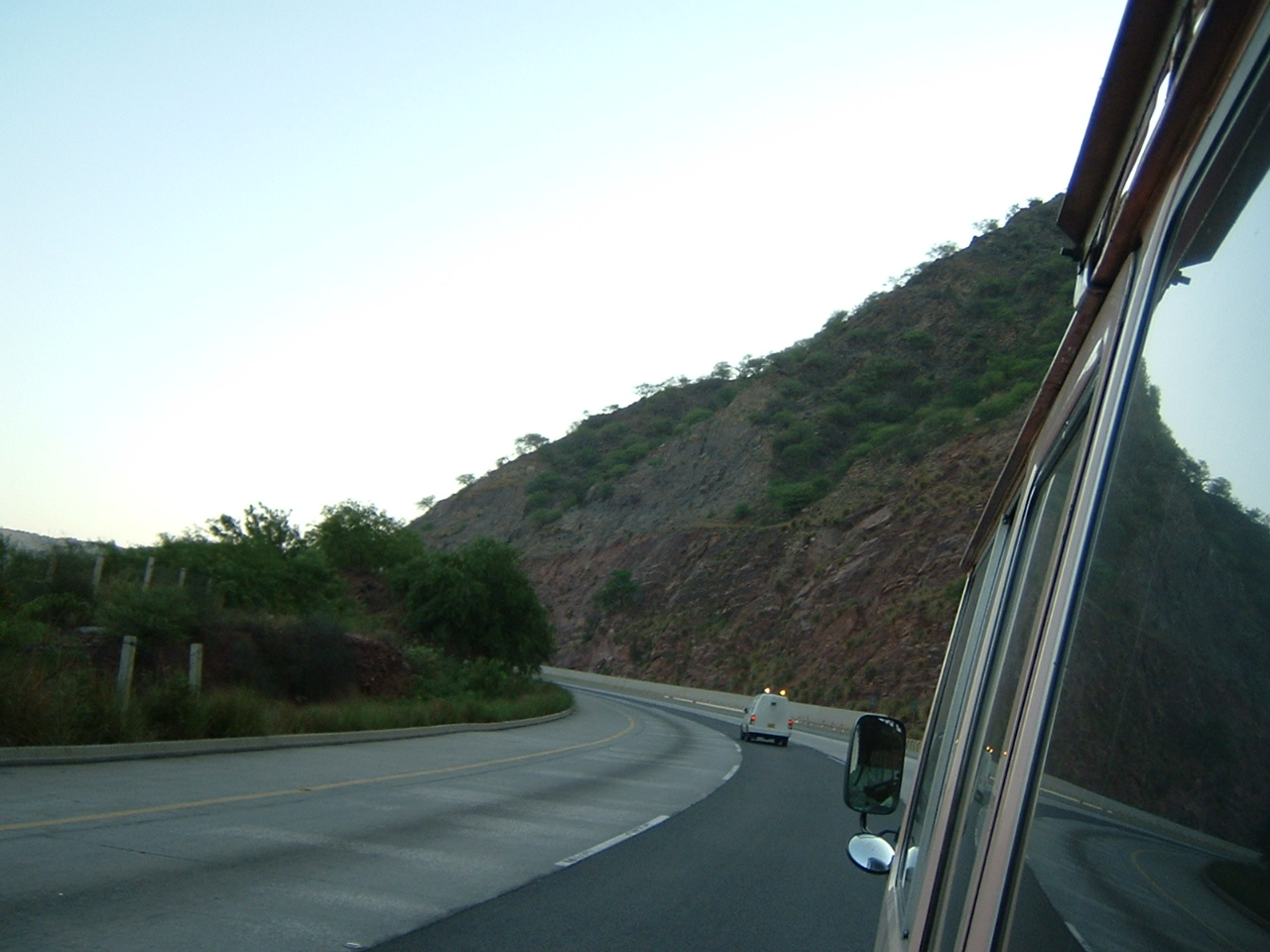
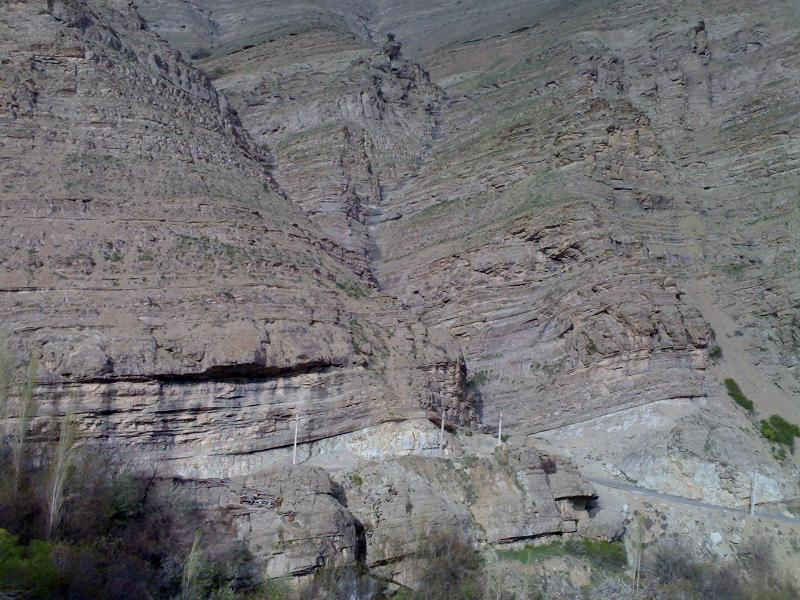
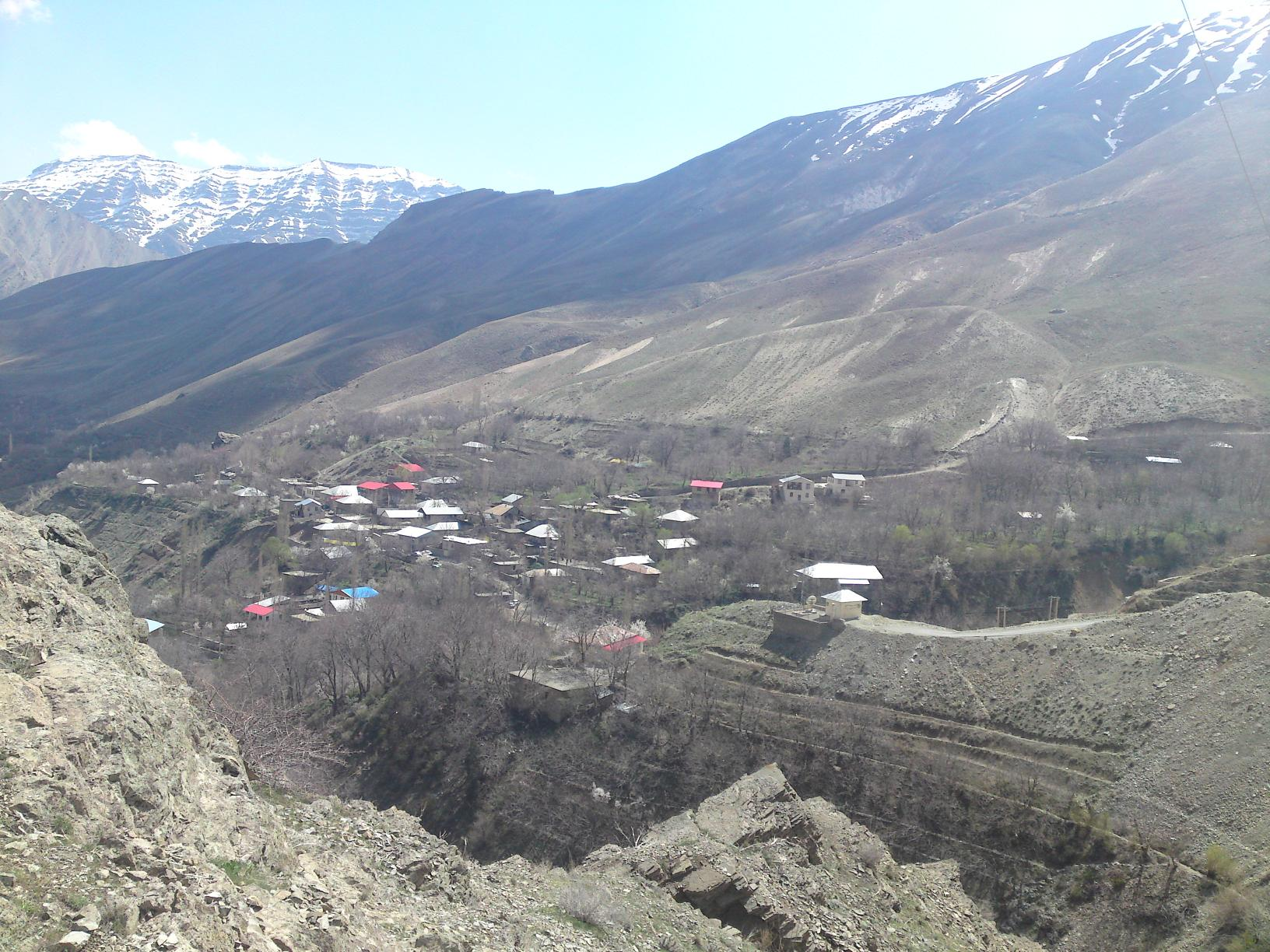

|  |  |  |

|  |  |  |